# Itapirapuã (Goiás)
Itapirapuã é um município brasileiro do estado de Goiás. Sua população, conforme o censo do IBGE de 2022, é de 8002 habitantes. Possui o distrito de Chibata a 60 km de Itapirapuã.

## História
O povoado de Itapirapuã começou a se desenvolver, quando a prefeitura da cidade de Goiás vendeu um loteamento à firma colonizadora Barreto Neto. Itapirapuã foi elevado à categoria de município em 14 de novembro de 1958, pela Lei Estadual nº 2.113 e seu nome significa “pedra branca do poço do peixe” em linguagem indígena.

## Geografia
Itapirapuã surgiu às margens do Rio Itapirapuã e pertence à região do Rio Vermelho. Sua fundação está vinculada à estação telegráfica, que ligava Minas Gerais a Mato Grosso, por volta de 1892.

## Turismo
- Festa de São Sebastião (dez dias de festas com missa, barracas, leilões e fogueira).
- Festa Agropecuária (com shows musicais, montaria em touros, desfile de cavaleiros, boi no rolete e desfile da Rainha do Rodeio)
- Agosto – Festa de São Domingos (festas com missas, barracas, leilões e fogueira).

### Pontos turísticos
- Rio Itapirapuã
- Rio Vermelho
- Águas de São João - a 21 km
- Praça Túlio Varnes (Praça da Matriz)

## Vias de acesso
Itapirapuã está a 193 km de Goiânia.
Trajeto: A partir de Goiânia, toma-se a GO-070, passando-se por Goianira, Inhumas, Itauçu, Itaberaí, Goiás, Uvá. Daí até Itapirapuã são aproximadamente 17 km.